# Ерион Најтон
Ерион Најтон (енгл. Erriyon Knighton; рођен 29. јануара 2004.) је амерички спринтер специјалиста за трке на 100 и 200 метара. Са 18 година освојио је бронзану медаљу на 200 м на Светском првенству 2022. године, поставши најмлађи освајач медаље у једној спринтерској дисциплини у историји шампионата. 
Најтон је светски рекордер за млађе јуниоре у трци на 200 м са резултатом 19,84 секунди, истрчаним 27. јуна 2021. Такође држи и светски рекорд за јуниоре са временом 19,49 секунди, који га чини петим најбржим спринтером у историји трке на 200 метара. Бржи од њега, за сада су само Усајн Болт, Јохан Блејк, Ноа Лајлс и Мајкл Џонсон.
2022. Најтон је постао први спортиста у историји који је два пута освојио награду Светске атлетске мушке звезде године у успону.

## Каријера

### Јуниорска каријера
Ерион Најтон је почео да се бави атлетиком 2019. године као бруцош у средњој школи Хилсборо у Тампи на Флориди. Такође је играо амерички фудбал за школски тим Хилсбороа као бек примач; чак је добио и понуде да настави да игра амерички фудбал на универзитетима Алабама, Аубурн, Флорида Стејт и Флорида. 

#### 2021
Са 16 година у јануару, Најтон је потписао спонзорски уговор са Адидасом у првој години средње школе, одрекавши се преостале две године аматерског такмичења у средњој школи Хилсборо. Он је 2. маја пробио границу од 10 секунди на 100 метара на митингу у Клермонту, на Флориди, са временом од 9,99 секунди, али резултат није признат као рекорд, зато што је ветар у леђа био преко границе дозвољене брзине од +2,0 метара у секунди (+2,7) за.
31. маја, Ерион је као 17-годишњак поставио светски рекорд за млађе јуниоре (млађе од 18 година) на 200 метара у времену од 20,11 секунди, надмашивши најбољи резултат Јусејна Болта за две стотинке секунде.  На Америчким Олимпијским квалификацијама поправио је рекорд на 20.04 с у првом колу квалификација 25. јуна, а затим на 19.88 с у полуфиналу следећег дана, оборивши Болтов светски рекорд за старије јуниоре (млађи од 20 година) за пет стотинки секунде. У финалу 27. јунај, Ерион е поправио сопствени рекорд на 19,84 секунде.
На Играма у Токију, Најтон је постао најмлађи мушкарац који је представљао Сједињене Америчке Државе у атлетици још од Џима Рјуна 1964. године. Ерион је у финалу завршио као четврти са временом 19,93 секунде.

#### 2022
30. априла, Најтон је поставио нератификовани светски јуниорски рекорд на 200 м на митингу у Батон Ружу у времену од 19,49 секунди. Најтон је касније освојио треће место на Светском првенству у Јуџину, поставши најмлађи освајач медаље у спринту у историји шампионата.  Такође је постао најмлађи победник трке Дијамантске лиге када је тријумфовао на 200 м у Бриселу 2. септембра 2022.

## Достигнућа
Информације са профила Ериона Најтона на сајту Светске атлетике.

### Лични рекорди
| Дисциплина | Време (секунде,стотинке) | Ветар    | Место          | Датум           | Напомене                 |
| ---------- | ------------------------ | -------- | -------------- | --------------- | ------------------------ |
| 100 метара | 10.04                    | -0.1 м/с | Гејнсвил, САД  | 16. април 2022. |                          |
| 100 метара | 9,98*                    | +2.1 м/с | Гејнсвил, САД  | 1. април 2023.  | *Уз помоћ ветра          |
| 150 метара | 14.85                    | +1.4 м/с | Атланта, САД   | 6. мај 2023.    |                          |
| 200 метара | 19.49                    | +1.4 м/с | Батон Руж, САД | 30. април 2022. | Светски јуниорски рекорд |

### Међународна такмичења
| Година | Такмичење         | Место                | Позиција | Дисциплина | Резултат | Белешка |
| ------ | ----------------- | -------------------- | -------- | ---------- | -------- | ------- |
| 2021.  | Олимпијске игре   | Токио, Јапан         | 4.       | 200 м      | 19,93    |         |
| 2022.  | Светско првенство | Јуџин, САД           | 3.       | 200 м      | 19,80    |         |
| 2023.  | Светско првенство | Будимпешта, Мађарска | 2.       | 200 м      | 19,75    |         |
| 2024.  | Олимпијске игре   | Париз, Француска     | 4.       | 200 м      | 19,99    |         |